# Cara
|  | Per a altres significats, vegeu «Cara (desambiguació)». |

La cara, el visatge, la faç, el vult o el semblant (esp. en tant que manifesta l'estat de salut, d'ànim de la persona) és la part frontal del cap, en els humans la part anteroinferior, del front fins a la barbeta, estan inclosos celles, orelles, ulls, nas, galta, boca, llavis, dents, pell i barbeta.
Els teixits tous de la cara expressen les emocions de l'individu, per l'acció dels músculs de la mímica (comunicació no verbal). Així mateix, l'aparença facial és un element essencial de la identitat de cada ésser humà i el que en facilita més la identificació, per això és l'element central de la fotografia dels documents oficials o de la caricatura.
Sobre la dura superfície dels ossos s'implanten més de trenta parells de músculs, de diverses formes i funcions, gruixuts i forts, com el múscul masseter, uns altres són fins i petits com el que eleva la comissura dels llavis (dita també boquera) i el que dilata l'ala del nas, entre d'altres.
Dels cinc òrgans dels sentits, quatre estan al cap, i més específicament a la cara: la vista, l'oïda, l'olfacte i el gust. Encara que el cinquè seny corporal sobrant, el tacte, també està àmpliament representat, amb una zona d'altíssima sensibilitat en els llavis.
La cara es pot decorar amb el maquillatge, inserint joies (sobretot als llavis i al nas) o tapar amb una màscara per no ser reconegut, disfressar-se o adoptar un rol determinat, com en el cas del teatre grec.